# Закачурин, Александр Васильевич
Александр Васильевич Закачурин (1925—1997) — советский передовик производства в сельском хозяйстве. Герой Социалистического Труда (1971).

## Биография
Родился в 1925 году в посёлке Красный октябрь (ныне — в Алексеевском районе Волгоградской области) в крестьянской семье.
После окончания сельской школы, до 1943 года работал в местном зерносовхозе.
В 1943 году призван в ряды Красной армии и направлен в действующую армию — участник Великой Отечественной войны. Гвардии ефрейтор, автоматчик 2-й роты 347-го гвардейского стрелкового полка 106-й гвардейской стрелковой дивизии. 6 мая 1945 года был награждён Медалью «За боевые заслуги».
С 1945 года, после окончания войны, А. В. Закачурин был демобилизован из Советской армии, вернулся на родину и продолжил работать механизатором в зерновом совхозе «Красный Октябрь». А. В. Закачурин участвовал в Выставке достижений народного хозяйства СССР, длительное время удерживал звание лучшего механизатора совхоза «Красный Октябрь».
23 июня 1966 года «за отличие в труде» Указом Президиума Верховного Совета СССР А. В. Закачурин был награждён Медалью «За трудовую доблесть».
В 1970 году по итогам 8-й пятилетки (1966—1970) стал победителем социалистического соревнования среди сельскохозяйственных тружеников Алексеевского района.
8 апреля 1971 года Указом Президиума Верховного Совета СССР «за выдающиеся успехи, достигнутые в развитии сельскохозяйственного производства и выполнении пятилетнего плана продажи государству продуктов земледелия и животноводства» Александр Васильевич Закачурин был удостоен звания Героя Социалистического Труда с вручением Ордена Ленина и золотой медали «Серп и Молот».
7 декабря 1973 года «за отличие в труде» Указом Президиума Верховного Совета СССР А. В. Закачурин был награждён Орденом Октябрьской Революции.
После выхода на пенсию проживал в посёлке Красный октябрь. Скончался в 1997 году.

## Награды
- Медаль «Серп и Молот» (8.04.1971)
- Орден Ленина (8.04.1971)
- Орден Октябрьской Революции (7.12.1973)
- Орден Отечественной войны II степени (11.3.1985)
- Медаль «За боевые заслуги» (6.5.1945)
- Медаль «За трудовую доблесть» (23.6.1966)
- Медаль «За победу над Германией в Великой Отечественной войне 1941—1945 гг.»
- Медали ВДНХ